# Harden Shire
Koordinaten: 34° 33′ S, 148° 22′ O

Harden Shire war ein lokales Verwaltungsgebiet (LGA) im australischen Bundesstaat New South Wales. Das Gebiet war 1.896 km² groß und hatte zuletzt etwa 3.600 Einwohner. 2016 ging es im neu geschaffenen Hilltops Council auf.
Harden lag in der Südostregion des Staates etwa 130 km nordöstlich der australischen Hauptstadt Canberra und 335 km südöstlich der Metropole Sydney. Das Gebiet umfasste 25 Ortsteile und Ortschaften: Aurville, Beggan Beggan, Berremangra, Bogolara, Boyeo, Cumbamurra, Cunningar, Currawong, Demondrille, Galong, Garangula, Harden, Kingsvale, McMahons Reef, Murrumburrah, Nannong, Nubba, Old Barwang, Prunevale, Redbridge, St Clements, Stanley Park und Teile von Jugiong, Wombat und Young. Der Sitz des Shire Councils befand sich in Harden im Zentrum der LGA.

## Verwaltung
Der Harden Shire Council hatte sieben Mitglieder, die von allen Bewohnern der LGA gewählt wurden. Harden war nicht in Bezirke untergliedert. Aus dem Kreis der Councillor rekrutierte sich auch der Mayor (Bürgermeister) des Councils.